# والتر كيد
والتر كيد (بالإنجليزية: Walter Kidd)‏ (10 مارس 1958 في المملكة المتحدة - ) هو لاعب كرة قدم بريطاني في مركز الدفاع. لعب مع نادي فالكيرك وهارت أوف ميدلوثيان ونادي أردريونيانز.

## وصلات خارجية
- والتر كيد على موقع قاعدة بيانات كرة القدم.إي يو (الإنجليزية)